# Stimmprothese

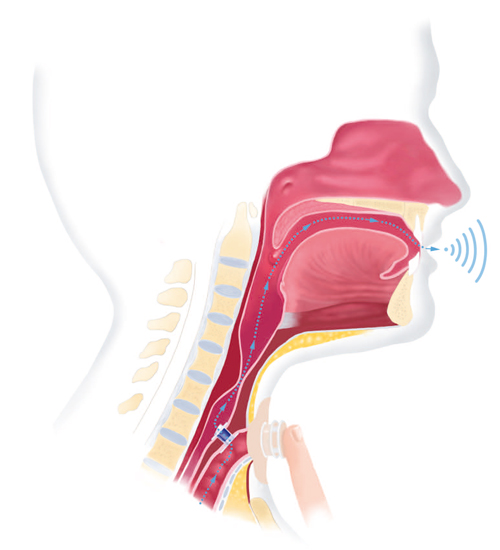
Stimmprothese

Eine Stimmprothese ist ein Hilfsmittel, das nach einer Laryngektomie den Betroffenen das Sprechen ermöglicht. Dies ist erforderlich, weil bei der Laryngektomie der Kehlkopf entfernt wird, der Luftröhre und Speiseröhre mit dem Rachen verbindet. Die Luftröhre ist dann mit dem Tracheostoma verbunden und die Speiseröhre mit dem Rachen. Da die Stimmlippen, bei der Larnygektomie, mit dem Kehlkopf entfernt werden, kann im Bereich des Tracheostomaausgangs, keine stimmbildende Schwingung mehr erzeugt werden.
Die Betroffenen sind ohne Hilfsmittel in der Kommunikation stark beeinträchtigt.
Die Herstellung einer Verbindung zwischen Luft- und Speiseröhre ermöglicht es, die zum Sprechen benötigte Luft, durch Verschließen der äußeren Öffnung des Tracheostomas (mit einem Finger) in den Rachenraum zu drücken. Dort erfolgt dann die Stimmbildung. Dabei werden Schleimhautteile des Pharynx in Schwingungen versetzt. Man spricht von einer Pseudoglottis. Das hierbei erzeugte stimmartige Geräusch kann genauso im Ansatzrohr moduliert werden, wie die frühere physiologische Stimme. Was als Tracheo-ösophageale Fistel eine Erkrankung ist, wird hier operativ herbeigeführt. Um zu verhindern, dass aus der Speiseröhre Speichel, Flüssigkeiten und feste Nahrung in die Lungen gelangen kann, hat die Prothese eine Verschlussklappe auf der Speiseröhrenseite.
Neben der Stimmprothese werden auch andere Sprachhilfsmittel angeboten wie Electrolarynx.

## Geschichte
Künstlicher Kehlkopf
1869 konstruierte Czermak den ersten künstlichen Kehlkopf. 1873 führte Theodor Billroth eine Laryngektomie durch und versah den Patienten mit einem künstlichen Kehlkopf. Eine aktuelle Entwicklung ist experimentell.
Stimmprothese
Eine Beschreibung einer Stimmprothese in heutiger Form erfolgte 1972 durch Erwin Mozolewski. Seither gab es in diesem Bereich der Rehabilitation zahlreiche Entwicklungen und Fortschritte. Als Hersteller sind Adeva, Eska, Heimomed, InHealth und Atos Medical führend.
Eine erste auf dem Markt verfügbare Prothese wurde 1980 angeboten. Die „Blom-Singer Duckbill“, eine Wechsel-Prothese mit 5,3 mm (16 French) Durchmesser, ohne Laschen, die der Patient selbst entfernen, reinigen und ersetzen konnte. Die erste Verweilprothese wurde 1984 beschrieben.

### Beispiele von Entwicklungsverläufen
Atos Medical (Provox)
1990 wurde die erste Provox Stimmprothese, hergestellt von Atos Medical, eingeführt.
Dieser folgte 1997 die Provox2 und 2003 die Provox ActiValve sowie 2005 die Verweilprothese Provox NID
Die dritte Generation von 2009 war Provox Vega mit der Einführhilfe SmartInserter.
InHealth  (Blom-Singer)
1994 Markteinführung der Blom-Singer Classic Verweilprothese. Diese Stimmprothese kann, so wie die Blom-Singer Advantage Verweilprothese, nur von medizinischem Fachpersonal wie Ärzten oder Logopäden eingesetzt und ersetzt werden.

## Wechsel- und Verweilprothesen
Wechselprothesen können von dem Patienten selbst gewechselt werden, während Verweilprothesen ärztlich gewechselt werden müssen.
Wechselprothesen haben ein Sicherheitsband und teilweise eine Schnur mit einem Sicherheitsplättchen, das zu groß ist, um in das Tracheostoma zu rutschen.

## Gestaltung von Stimmprothesen
Die verschiedenen Stimmprothesen haben eine ähnliche Gestaltung, auch wenn sie in Einzelheiten voneinander abweichen. Das Verbindungsröhrchen weist an beiden Seiten einen Flansch auf. Der Flansch der Speiseröhrenseite ist in der Regel stärker. Der Sitz der Ventilklappe wird häufig durch einen farbigen Ring gekennzeichnet und verstärkt, der auch röntgenpositiv ist.
Alle Stimmprothesen haben ein Sicherheitsband, das bei Wechselprothesen nach der Einbringung abgeschnitten, bei Verweilprothesen am Hals befestigt wird.

## Die Eigenschaften von Stimmprothesen

### Material
Stimmprothesen werden üblicherweise aus Silikongummi gefertigt. Die Ventilklappe und der Ventilsitz aus Silikon oder Fluorkunststoff gefertigt und teilweise mit Silberoxid beschichtet.

### Größe
Die Größe der Stimmprothese ist abhängig von Dicke der Schicht zwischen Speise- und Luftröhre. Dementsprechend ist die Sprachprothese zwischen 4 und 22 mm lang. Der äußere Durchmesser ist zwischen 5,3 und 7,5 mm.
Studien haben ergeben, dass größere äußere Durchmesser der Stimmprothese den Luftstrom begünstigen und daher die Sprachqualität heben.

## Stimmprothese und Pilzbefall
Pilzbefall ist bei Stimmprothesen ein besonderes Problem, das die Standzeit stark beeinträchtigen kann, da dadurch ihre Schließfunktion gestört wird. Manche Stimmprothesen haben zur Unterstützung deshalb einen Magneten, andere werden gegen das Entstehen eines Biofilms mit Silberoxid versetzt oder beschichtet. Die Verwendung von Silber ist jedoch Gegenstand von Untersuchungen. Der die Verweildauer der Prothese verkürzende Pilzbefall kann durch geeignete Ernährung verringert werden. Milchsäurehaltige Nahrungsmittel mindern, zuckerreiche und kohlenhydrathaltige Lebensmittel fördern Pilzbefall.

## Reinigung
Die regelmäßige Reinigung der Stimmprothese ist wichtig, weil das (Silikon)-Material Pilzen und Bakterien ausgesetzt ist, die dort natürlicherweise vorhanden sind.
Das Wachsen von Hefen auf oder im Bereich der Ventilklappe der Stimmprothese kann diese in der Funktion beeinträchtigen.

### Bürsten
Die Stimmprothese wird im Inneren üblicherweise mit einer Bürste gereinigt, um Speichel und Speisereste zu entfernen. Dies soll regelmäßig erfolgen, um ihre Funktion zu erhalten und ihre Lebensdauer zu erhöhen.

### Spülen
Die Stimmprothese kann auch mit Wasser oder Luft gespült werden. Üblich ist eine Verbindung beider Vorgehensweisen.

## Störungen
Stimmprothesen müssen regelmäßig ausgetauscht werden, weil sie wegen Ablagerungen nicht mehr einwandfrei arbeiten und daher Speichel und Getränke aus der Speiseröhre in die Atemwege gelangen und dort Hustenreiz auslösen. Wenn diese Störungen nicht durch Reinigung beseitigt werden können, ist dies ein Zeichen für die Notwendigkeit eines Wechsels. Ist der kurzfristig nicht möglich, kann zum Essen und Trinken die Verbindung blockiert werden.

## Lebensdauer von Stimmprothesen
Die Lebensdauer von Stimmprothesen reicht, abhängig von den Umständen des Einzelfalles von einigen Wochen bis zu zwei Jahren.
Die Lebensdauer von Stimmprothesen wird auch von der täglichen Nahrungsaufnahme, die den Befall durch Pilze beeinflusst, bestimmt.
Auch eine Strahlentherapie und Refluxösophagitis (Sodbrennen) haben Einfluss auf die Lebensdauer von Stimmprothesen.
Ursachen für Notwendigkeit des Wechsels sind meist Undichtigkeiten, aber auch Fistelbildung, Granulationen, erhöhter Öffnungsdruck und Verlust der Stimmprothese.

## Sprachqualität und Sprachanstrengung
Die Sprachqualität bei der Nutzung einer Sprachprothese hängt ab von Atemleistung, dem Luftwiderstand der Prothese und der Stimmquelle.

## Sprachprothese und Atemgasbefeuchtung
Für die Nutzung ist Atemgasbefeuchtung wichtig.

## Andere Sprachhilfsmittel
Wegen der elementaren Bedeutung der Sprache für die soziale Interaktion wurden zahlreiche Sprechhilfsmittel entwickelt.
- Elektrolarynx[37][38]. Dieser erzeugt Schallschwingungen, die der Betroffene mit den ihm verbliebenen Teilen des Sprechtrakts modulieren kann.

## Andere Ersatzsprachformen
- Ösophagusstimme, auch Rülpsstimme oder Ructusstimme oder Pharynxsprache genannt[39][A 6]
- Elektronischer Sprachsimultor[40]
- Elektronischer Sprachverstärker[41]
- Nutzung der Flüsterstimme oder Pseudo-Flüsterstimme[42]